# Via dei Coronari
La Via dei Coronari est une rue célèbre de Rome, d'environ 500 mètres de long, située dans le rione Ponte. Dans la rue se trouve également le théâtre portant ce nom.
Elle doit son nom aux vendeurs d'objets sacrés, en particulier les couronnes du rosaire (coronari), qui vendent ici leurs produits pour les pèlerins en transit sur le chemin de la Basilique Saint-Pierre.

## Histoire
L'origine de la rue remonte au Moyen-Âge. Elle était alors connue comme la Via Recta, car elle était l'une des rares rues de forme régulière existantes à Rome à cette époque. C'était le moyen le plus rapide pour atteindre la basilique Saint Pierre à partir du Port de Ripetta. Pour cette raison, l'endroit était très fréquenté par les pèlerins, puis s'y sont installés de nombreux vendeurs d'images sacrées et de couronnes (en fait, les coronari, qui donne son nom à la rue).
À partir du début du XVIe siècle, la rue et la zone environnante a été habitée par quelques-unes des principales courtisanes de l'époque. 
À cette période, la route est classiquement divisée en deux parties: la première nommée Scorticlaria, à cause des nombreux vendeurs de cuir, et la deuxième Image du Pont, en raison du sanctuaire sacré construit ici en 1523 par Antonio da Sangallo le Jeune, le palais du cardinal Serra di Monserrato. L'image, qui représente un Couronnement de la Vierge- aujourd'hui mal lisible, mais toujours à sa place - a été commandée par l'architecte Sangallo de Perin del Vaga.
La rue était connue jusque dans les années soixante, par le nombre important de boutiques de brocanteurs qui s'y trouvait, transformées ensuite en boutiques d'antiquités. Le nombre d'antiquaires, cependant, se réduit également, étant remplacés par des commerces alimentaires moins luxueux et plus banals (vêtements, bibelots).